# سنت بید
سنت بید (به انگلیسی: Saint Bede) (ˈbi:d) (زادهٔ ۶۷۲/۶۷۳ - درگذشتهٔ ۲۶ مه ۷۳۵) معروف به سنت بید (به انگلیسی: Saint Bede) یا ونربل بید (به انگلیسی: Venerable Bede) یک راهب نورتامبریایی در صومعه سنت پیتر در مونورماوس (امروزه بخشی از ساندرلند انگلستان) بود.
بِد که در زمین‌های متعلق به صومعه دوقلوی Monkwearmouth-Jarrow در تاین اند ویر امروزی متولد شد، در هفت سالگی به Monkwearmouth فرستاده شد و بعداً به Abbot Ceolfrith در Jarrow پیوست. هر دوی آنها از طاعونی که در سال ۶۸۶ رخ داد جان سالم به در بردند و اکثریت جمعیت آنجا را کشت. در حالی که Bede بیشتر عمر خود را در صومعه گذراند، به چندین صومعه و صومعه در سراسر جزایر بریتانیا سفر کرد، حتی از اسقف اعظم یورک و پادشاه Ceolwulf نورثامبریا دیدن کرد.
او نویسنده، معلم (الکوین شاگرد یکی از شاگردانش بود) و محقق بود و مشهورترین اثرش، تاریخ کلیسایی مردم انگلیس، عنوان «پدر تاریخ انگلیسی» را برای او به ارمغان آورد. نوشته‌های جهان‌شناختی او گسترده بود و شامل تعدادی تفاسیر کتاب مقدس و سایر آثار کلامی در زمینه تفسیر تفسیری بود. یکی دیگر از زمینه‌های مهم مطالعه برای Bede، رشته دانشگاهی محاسبات بود، که در غیر این صورت برای معاصران او به عنوان علم محاسبه تاریخ‌های تقویم شناخته می‌شود. یکی از مهم‌ترین تاریخ‌هایی که Bede سعی کرد آن را محاسبه کند، عید پاک بود، تلاشی که در جنجال فرورفت. او همچنین به رایج شدن عمل دوستیابی از زمان تولد مسیح (Anno Domini - در سال خداوند ما) کمک کرد، عملی که در نهایت در اروپای قرون وسطی رایج شد. بِد یکی از بزرگ‌ترین معلمان و نویسندگان اوایل قرون وسطی بود و بسیاری از مورخان او را مهم‌ترین محقق دوران باستان برای دوره بین مرگ پاپ گریگوری اول در سال ۶۰۴ و تاجگذاری شارلمانی در سال ۸۰۰ می‌دانند.
صومعه بید دسترسی خوبی به کتابخانه کاملی که شامل آثار یوسی بیوس (به انگلیسی: Eusebius) (تاریخ‌نویس یونانی) و اروسیوس و دیگران بود، داشت.
وی به عنوان مولّف و پژوهشگر شناخته می‌شود و از جمله کارهای وی می‌توان کتاب تاریخ کلیسایی مردم انگلیس(به انگلیسی: Historia ecclesiastica gentis Anglorum) که وی را به عنوان پدر تاریخ انگلستان معروف کرد، نام برد.
در ۱۸۹۹ بید از سوی پاپ لئو ۱۳ به عنوان پزشک کلیسا ملقب شد و جایگاه دانشمند علوم الهی را دریافت کرد. وی تنها بومی بریتانیا کبیر است که عنوان آنسلم (دانشمند ایتالیایی) کانتبری و همچنین لقب پزشک کلیسا را از سوی کشور ایتالیا دریافت کرد. وی در زبان‌شناسی بسیار ماهر بود و به کمک دانش زبان لاتین و یونانی باستان متون قدیمی و شاخص کلیسای پدران (به انگلیسی: Church Fathers) را به انگلیسی مسیحیت ترجمه کرد و متون را برای انگلوسالکسنهای بعد از خود به جای گذاشت.